# SA80
SA80 este denumirea unei serii de arme automate dezvoltate de proiectanții Royal Small Arms Factory, de tip „bullpup” (cutia mecanismelor este amplasată în patul armei), fiind arma standard a unităților terestre din Marea Britanie, fiecare armă fiind dotată cu sistem optic de ochire. Arma a cunoscut botezul focului în Războiul din Golf. În afară de Marea Britanie, SA80 au fost vândute doar în Jamaica și Zimbabwe.